# El Día (Spagna)
El Día è un quotidiano pubblicato nella città di Santa Cruz de Tenerife. È stato fondato nel 1939 con il nome La Prensa. Secondo EGM, è il giornale più letto nelle isole Canarie (Spagna).